# Hilston
Hilston – osada w Anglii, w hrabstwie East Riding of Yorkshire. Leży 20 km na wschód od miasta Hull i 253 km na północ od Londynu.